# Вервес Юрій Григорович
Ю́рій Григо́рович Ве́рвес (нар. 24 жовтня 1946, Київ — пом. 22 серпня 2021) — український біолог, ентомолог. Доктор біологічних наук (1989), професор (1991). Член Академії наук вищої школи України (1995).

## Біографія
Народився в сім'ї літературознавців Григорія Вервеса й Галини Сидоренко. 1969 року з відзнакою закінчив біологічний факультет Київського університету. У 1969—1971 роках служив у Радянській армії. Після демобілізації у 1971—2004 роках працював на кафедрі зоології Київського університету на посадах асистента, доцента, професора, а в 1991—2001 роках — завідувача кафедри зоології, професор — 2001—2004.
У 2005—2007 роках — завідувач кафедри екології, екологічної безпеки та екологічних ризиків у житлово-комунальному господарстві Державної академії житлово-комунального господарства. Від 2008 року — провідний науковий співробітник Інституту захисту рослин УААН та, за сумісництвом, професор кафедри екобіотехнології та біоенергетики Національного технічного університету України «Київський політехнічний інститут». Згодом працював у Інституті еволюційної екології НАН України.
Був членом Вченої ради із захисту докторських дисертацій Інституту зоології імені Івана Шмальгаузена НАН України (до 2015 р.), членом редакційної колегії Міжнародного журналу «An International Journal of Dipterological Research».
Помер 22 серпня 2021 році на 75-році життя.

## Наукова діяльність
Юрій Вервес працював в галузях загальної біології, систематики тварин, екології та палеонтології. Він встановив три нові класи викопних членистоногих, а також два інфраряди, одну підродину, 10 триб і підтриб, 62 роди та підроди сучасних двокрилих комах, описав 182 нові для науки види цих тварин.
Основний напрям наукових досліджень – систематика та екологія двокрилих комах, зокрема родин Sarcophagidae (саркофагіди) та Calliphoridae (каліфориди). Створив загальновизнану систему цих мух, гіпотезу походження й розвитку трофічних зв’язків вищих мух.
Юрій Вервес опублікував (самостійно та в співавторстві) близько 280 праць, зокрема 30 підручників і 6 навчальних посібників для вищих і середніх навчальних закладів, 12 наукових монографій (з них 4 видані в Німеччині, по одній — в Угорщині та Чехії, по три — в Україні та Росії) та понад 160 наукових статей в міжнародних (Бразилія, Велика Британія, Індія, Німеччина, Польща, Росія, Республіка Сейшельські острови, Словаччина, Угорщина, Фінляндія, Франція, Чехія, Швеція, Японія) і вітчизняних виданнях. Підготував чотири кандидата біологічних наук.

## Визнання і нагороди
- 1990 р. — Премія імені Тараса Шевченка Київського університету;
- 1998 р. — Міжнародне звання «Соросівський професор»[4].

## Джерело
- В. М. Бровдій. Вервес Юрій Григорович // Енциклопедія сучасної України / ред. кол.: І. М. Дзюба [та ін.] ; НАН України, НТШ. — К. : Інститут енциклопедичних досліджень НАН України, 2005. — Т. 4 : В — Вог. — 700 с. — ISBN 966-02-3354-X.